# Capriccio (Stravinsky)
Het Capriccio of Capriccio voor piano en orkest (W59) is een compositie van Igor Stravinsky, geschreven in Nice en Echarvines tussen december 1928 en september 1929. De orkestratie werd voltooid op 9 november 1929. Het werk, met een lengte van ca. 20 minuten, werd voor het eerst uitgevoerd in de Salle Pleyel te Parijs door het Symfonieorkest van Parijs onder leiding van Ernest Ansermet met de componist als solist.
Stravinsky maakte van het Capriccio een bewerking voor twee piano's.
In 1949 maakte Stravinsky een herziene versie van het concert dat in 1952 werd gepubliceerd; het betrof voornamelijk correcties op misdrukken en weglatingen in de versie van 1929 (overigens werden nieuwe fouten in de herziene versie toegevoegd).
De piano neemt in veel werken van Stravinsky een vooraanstaande plaats in, ook in concertwerken als (Petroesjka of de Symfonie in drie delen). Maar het Capriccio hoort met het Concert voor piano en blaasinstrumenten en de Movements for piano and orchestra tot de werken die Stravinsky specifiek schreef voor de piano als soloinstrument met orkestbegeleiding.

## Uitvoering en ontvangst

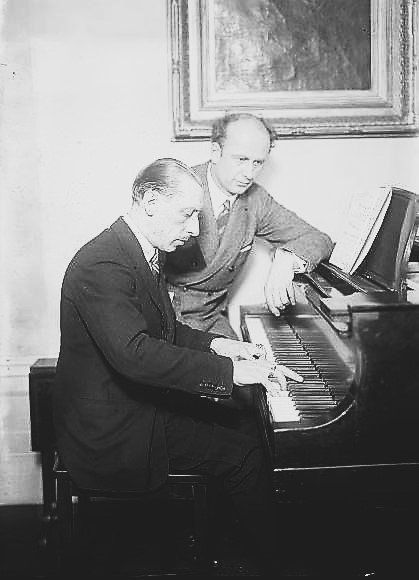
Stravinsky met Furtwängler

Stravinsky heeft het concert voor eigen gebruik gecomponeerd en veelvuldig zelf uitgevoerd; ook dirigeerde hij het werk met zijn zoon Soulima als solist. Al in 1930 verschenen grammofoonplaatopnames van het concert (op 3 platen); Stravinsky correspondeerde uitvoerig met Ansermet over de opnames ervan. Alban Berg zei in 1934 tegen Stravinsky dat hij wilde dat hij zelf zulke 'opgewekte muziek' zou kunnen schrijven.
Stravinsky had zijn Concert voor piano en blaasinstrumenten al onder leiding van Wilhelm Furtwängler uitgevoerd; op een slechte wijze, nog slechter dan Koussevitzky deed gedurende de première naar Stravinsky's idee. Toen Furtwängler wilde dat hij het Capriccio onder zijn leiding voor het eerst zou uitvoeren, was Stravinsky dan ook niet erg enthousiast (het werk was overigens al zo'n twintigmaal gespeeld, wat hij Furtwängler fijntjes meldde met de opmerking dat hij het werk best voor de eenentwintigste maal kon uitvoeren).
Ook de contacten met Willem Mengelberg verliepen rond het Capriccio niet al te best. Gedurende de eerste repetitie nam Mengelberg naar het idee van Stravinsky – die de solist was - een te hoog tempo. Het strak ritmische van Stravinsky's muziek en de eisen hierover van de componist botsten met de ideeën van de 'romantische' Mengelberg. Stravinsky's opmerking werd door Mengelberg beantwoord met een opmerking naar het orkest: "Heren, na vijftig jaar als dirigent denk ik dat ik mag zeggen in staat te zijn het juiste tempo te herkennen van een compositie. Monsieur Stravinsky wil echter dat wij het als volgt spelen: tik, tik, tik, tik", daarbij zijn vinger spottend als een metronoomnaald heen en weer bewegend.
De serie grammofoonplaatopnames die CBS in de jaren zestig van de 20e eeuw maakte met Stravinsky (Stravinsky conducts Stravinsky) omvatte ook een opname van het Concert voor piano en blaasinstrumenten en het Capriccio. Stravinsky's slechte ervaringen met de solist in het pianoconcert (zie aldaar en de verwijzing naar de geluidsopname van de repetitie), Philippe Entremont, deden hem besluiten zelfs niet bij de opname aanwezig te willen zijn (Robert Craft dirigeerde het werk voor de opname). CBS's plan om toch de suggestie te wekken dat hij het concert met Entremont dirigeerde werd door Stravinsky absoluut afgewezen; ook mocht er geen foto van hem met Entremont op de hoes komen. "Het is niet alleen buitengewoon gevaarlijk om te suggereren dat ik het Capriccio dirigeerde, maar bovendien wil ik het niet".

## Ballet
De herziene versie van 1949 werd gebruikt door choreograaf George Balanchine voor het ballet Rubies wat deel uitmaakt van het avondvullend ballet Jewels.

## Compositie
Het werk heeft drie delen:
- Presto
- Andante rapsodico

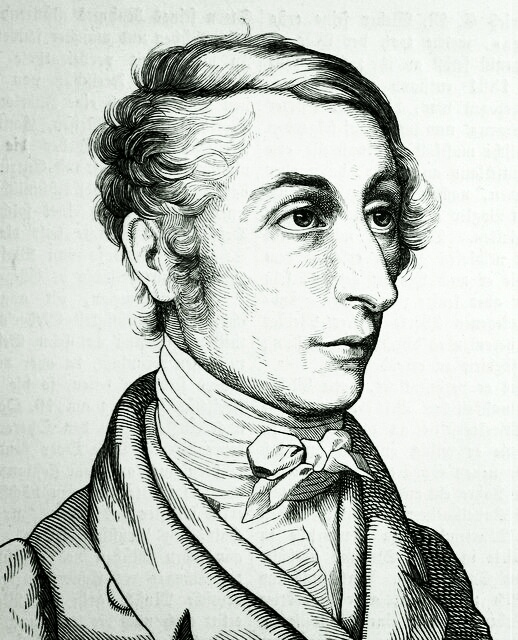
Carl Maria von Weber

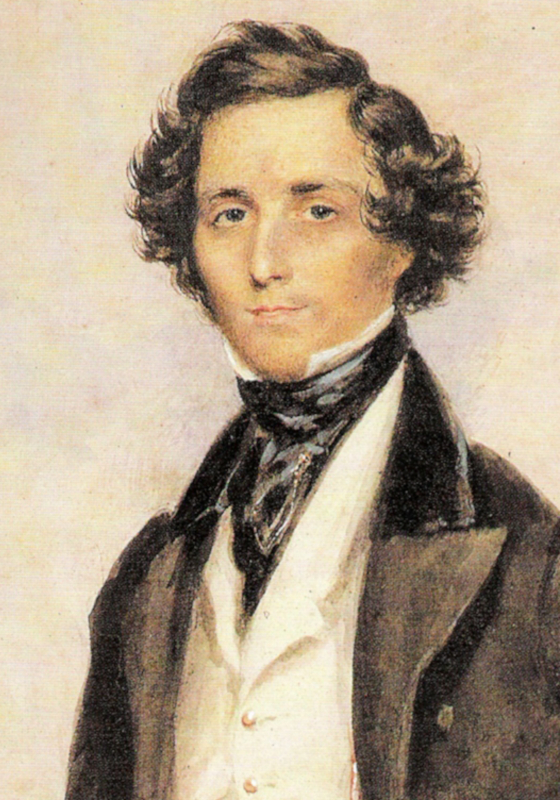
Felix Mendelssohn Bartholdy

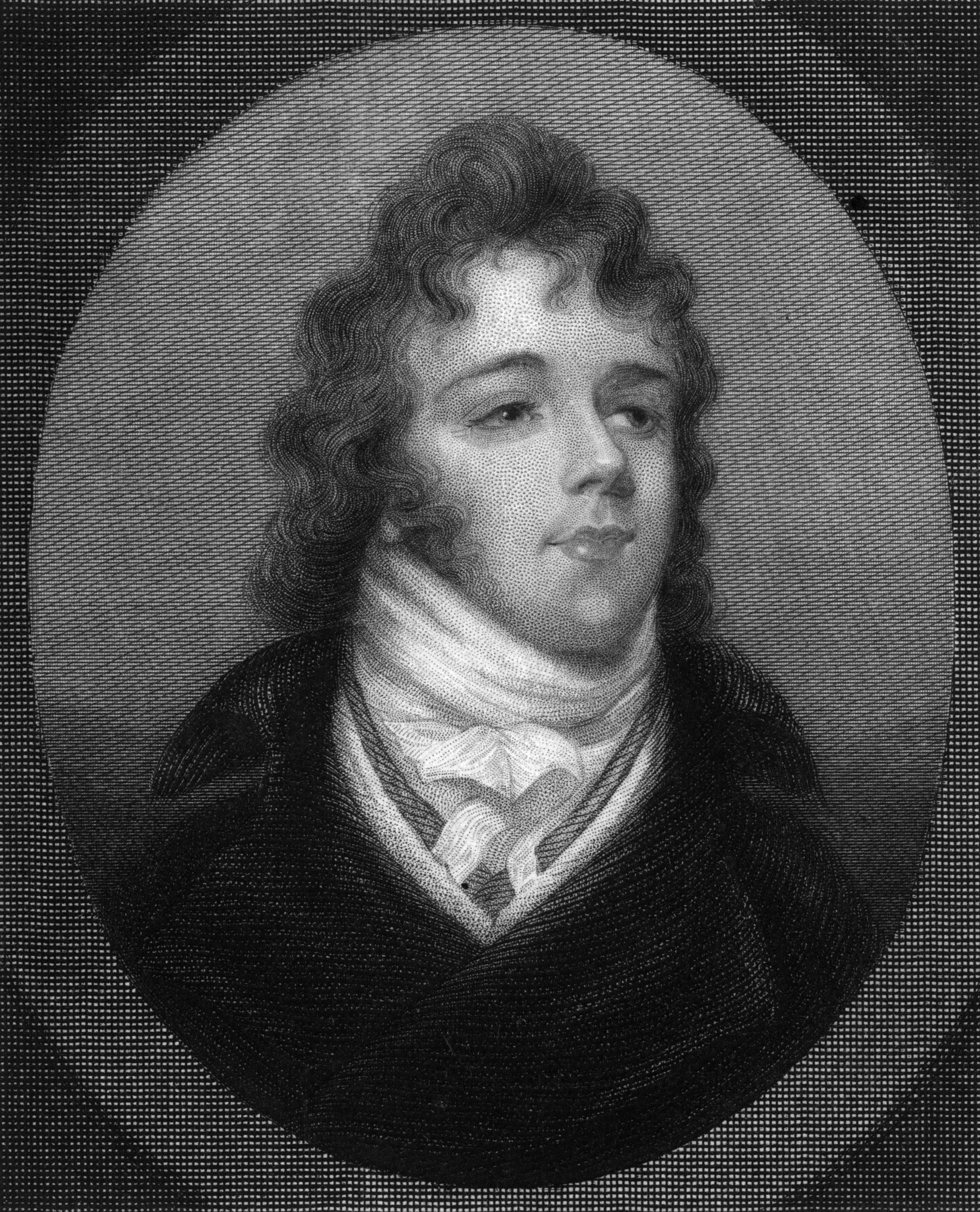
Beau Brummell

- Allegro capriccioso (ma tempo giusto)

Nadat Stravinsky zijn Pianoconcert sinds 1924 zo'n veertig keer in Europa en Amerika had gespeeld vond hij het tijd een nieuw concert te schrijven waarin hij zelf weer als solist kon optreden. Kerst 1928 begon Stravinsky aan een compositie die hij Allegro capriccioso noemde. Door zijn werk aan Le Baiser de la Fée, zijn ballet geïnspireerd op Tsjaikovski dat hij juist (in oktober 1928) had afgerond, wilde hij een volledig eigen werk schrijven met dezelfde melodieuze kwaliteiten, charme en variatie. Dat had hij voor Le Baiser al moeten doen omdat hij bij gebrek aan geschikt materiaal van Tsjaikovski zelf aanvullende muziek had moeten componeren.
Ook de pianosonates van Carl Maria von Weber waren van invloed op de compositie, zoals hij zelf zei. Hij zei dat een bepaalde ritmiek in het Capriccio kan worden teruggevoerd op Weber: de Weber van Aufforderung zum Tanz, de ouvertures, het Konzertstück. Daarnaast was er de invloed van Felix Mendelssohn Bartholdy's Italiaanse symfonie, het Octet, het Rondo Capriccioso en de ouverture van Een Midzomernachtsdroom. "These are the Beau Brummells of music".
Stravinsky vond de naam Capriccio het karakter van het werk het best weergeven; hij dacht hierbij aan de definitie van capriccio die Praetorius eraan had gegeven. Deze beschouwde het capriccio als een synoniem van de fantasie/fantasia, een vrije vorm opgebouwd uit fugadelen. Dat gaf Stravinsky de ruimte om diverse vormen elkaar te laten volgen en het daarmee een zekere 'caprice' (grilligheid) te geven. De vorm kan dan wel vrij en capricieus zijn, het werk is desalniettemin zeer zorgvuldig opgebouwd.
Stravinsky componeerde het derde deel, het Allegro capriccioso (ma tempo giusto), als eerste; een stuk in rondo-vorm, waarbij het hoofdthema op talloze wijzen terugkeert. Het is een soort perpetuum mobile, met een toccata-achtig karakter, waarbij de herhaalde noten en het refrein doen denken aan de 'Pas de deux' uit Le Baiser de la fée. Stravinsky plaatste dit deel als einddeel om er voor te zorgen dat zijn nieuwe concert met een briljante en ononderbroken finale zou eindigen.
Voor het openingsdeel componeerde hij een deel in verwante toonaarden en een langzaam tussendeel in f, neigend naar As. Het tempo van het eerste deel is lager dan dat van het Allegro capriccioso. Er is een sterke accentuering waarbij de 16e noten verdeeld worden in onregelmatige groepen van 3+3+2 of 2+3+3. Dit wordt in het gehele deel volgehouden en keert ook terug in de korte quasi-geïmproviseerde inleiding van het laatste gedeelte. Het eerste deel begint met een dubbele inleiding: een snelle en luide door piano en orkest (a) en een langzaam en zacht deel gespeeld door het concertino strijkkwartet en de solo blaasinstrumenten (b). De delen volgen in abab. Aan het eind van het deel wordt het inleidende materiaal herhaald, ook in abab-vorm, maar het b-gedeelte is dan uitgebreid in een coda (muziek)coda waarbij een onbeklemtoonde ostinato door de piano, de pauken en de pizzicato spelende ripieni cello's en contrabassen die afwisselend een lage G, Bes en Bes spelen, een echo van het openingsthema.
Het tweede deel, het Andante rapsodico, volgt zonder onderbreking na het eerste deel, waarbij de piano de G-Bes interval uit het openingsdeel uitbreidt met een As. Het rapsodisch pianowerk wordt door de blazers beantwoord, en afgesloten met een korte cadenza.
Het gehele werk door is de partij voor de piano minder percussie-achtig dan in het Concert voor piano en blaasinstrumenten. Stravinsky maakt in het Capriccio gebruik van een nieuw technisch effect: herhaalde noten, soms om te benadrukken, maar meestal om het effect van een aangehouden noot te behouden. Hij zou dit in latere werken voor piano vaker gebruiken, zoals in het Duo Concertant (Stravinsky)Duo Concertant en het Concert voor twee piano's.

## Oeuvre
Zie het Oeuvre van Igor Stravinsky voor een volledig overzicht van het werk van Stravinsky.

## Geselecteerde discografie
- Philippe Entremont, piano, Columbia Symphony Orchestra o.l.v. Robert Craft (met het Concert voor piano en blaasinstrumenten, de Movements for Piano and Orchestra met Charles Rosen, piano en het Vioolconcert met Isaac Stern, viool, alle o.l.v. Stravinsky( Sony SMK 46295)
- Michel Béroff, piano, Orchestre de Paris o.l.v. Seiji Ozawa (onderdeel van de (bijna) complete opname van de werken voor piano)(EMI Classics 2cds, 7243 5 86073 2)
- Paul Crossley, piano, London Sinfonietta o.l.v. Esa-Pekka Salonen (op 'Igor Stravinsky - Works for Piano and Orchestra'; Sony Classical SK 45797)